# Кольдиц, Готфрид

Го́тфрид Ко́льдиц во время работы с актёрами на съёмке фильма

Го́тфрид Ко́льдиц (Готтфрид Кольдитц (нем. Gottfried Kolditz; 1922—1982) — немецкий (ГДР) кинорежиссёр и сценарист.

## Биография
Родился в небогатой семье наёмного сельскохозяйственного рабочего. В 1945—1949 годах изучал германскую филологию в Лейпцигском университете, одновременно в 1947—1949 годах в Лейпцигской высшей школе музыки и театра проходил курс режиссуры и актёрского мастерства. С начала 1950-х работал актёром и режиссёром в различных театрах восточной Германии.
С 1955 года активно сотрудничает со студией ДЕФА (нем. DEFA, Deutsche Film-Aktiengesellschaft), где снимает фильмы различных жанров: сказки («Госпожа Метелица» по одноимённому сюжету братьев Гримм), приключенческое кино, научную фантастику («Сигналы» и «В пыли звёзд» по сюжетам, сходным с Космической одиссеей 2001 года). Пишет сценарии не только для своих картин, но и для других режиссёров. Получил широкую известность как режиссёр цикла вестернов на индейскую тематику студии ДЕФА с актёром Гойко Митичем: «След Сокола», «Апачи», «Ульзана».
Скончался в 1982 году в Хорватии при подготовке к съёмкам нового фильма по собственному сценарию «Вождь Белое Перо», который позже завершил другой режиссёр.
Его сын — Стефан Кольдиц (род. 1956) — успешный писатель и драматург.

## Избранная фильмография
| Год  |   | Русское название                | Оригинальное название          | Роль                     |
| ---- | - | ------------------------------- | ------------------------------ | ------------------------ |
| 1959 | ф | Белая кровь                     | Weißes Blut                    | режиссёр, автор сценария |
| 1959 | ф | Симплонский тоннель             | Simplon-Tunnel                 | режиссёр, автор сценария |
| 1961 | ф | Белоснежка и семь гномов        | Schneewittchen                 | режиссёр                 |
| 1963 | ф | Госпожа Метелица                | Frau Holle                     | режиссёр, автор сценария |
| 1968 | ф | След Сокола                     | Spur des Falken                | режиссёр                 |
| 1970 | ф | Сигналы — Приключения в космосе | Signale - Ein Weltraumabenteue | режиссёр, автор сценария |
| 1973 | ф | Апачи                           | Apachen                        | режиссёр, автор сценария |
| 1974 | ф | Ульзана                         | Ulzana                         | режиссёр, автор сценария |
| 1976 | ф | В пыли звёзд                    | Im Staub der Sterne            | режиссёр                 |
| 1982 | ф | Вождь Белое Перо                | Der Scout                      | автор сценария           |